# Tenazität
In der Mikrobiologie beschreibt die Tenazität (lat. tenacitas Festhalten) oder Zähigkeit oder Haftvermögen die Fähigkeit eines Mikroorganismus, auch unter nicht optimalen Bedingungen zu überleben. Dies kann durch verschiedene Eigenschaften des Mikroorganismus begründet sein wie zum Beispiel geringe Temperaturempfindlichkeit, hohe pH-Toleranz, hohe Toleranz gegenüber Desinfektionsmethoden. Besonders wird damit charakterisiert, wie lange ein Mikroorganismus in der Umgebung, also außerhalb seines gewohnten Habitats, überleben kann. Solch ein Habitat wäre bei einem humanpathogenen Keim der menschliche Körper.